# 粗面玄武岩

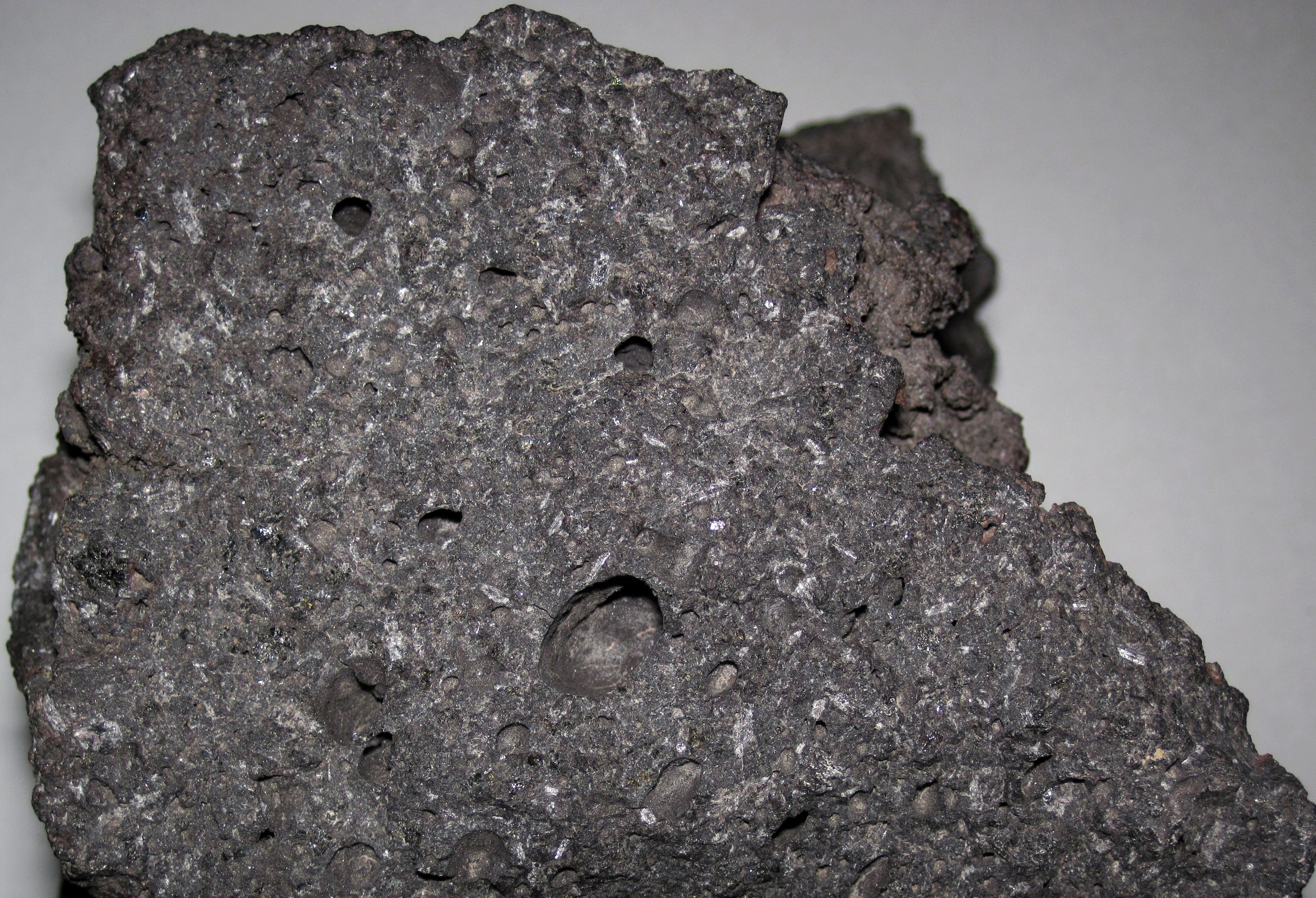
2001 年 7 月至 8 月意大利埃特納火山噴發的含鉀粗面玄武岩

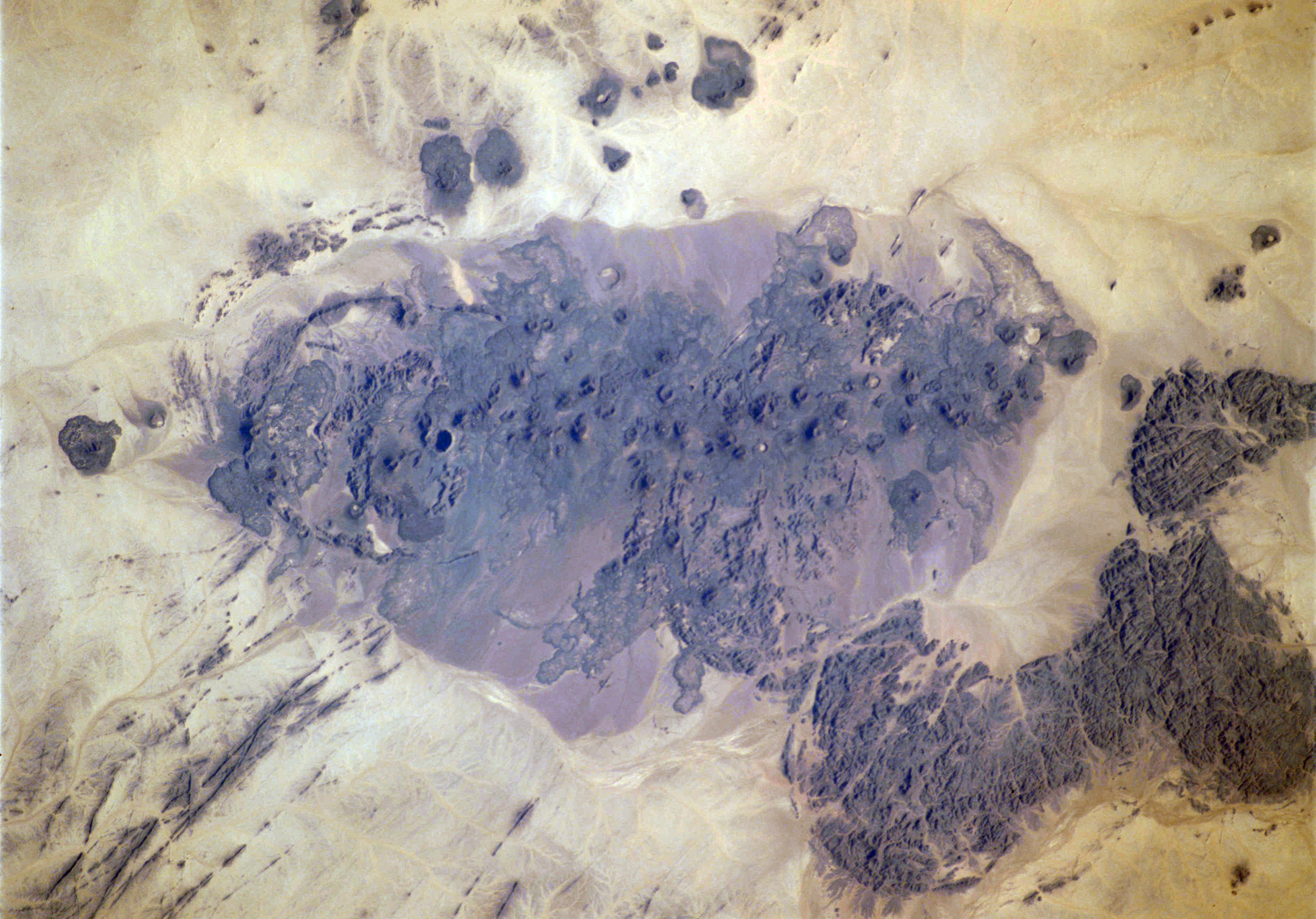
蘇丹 Bayuda 火山區的衛星圖像，其中霞石粗面玄武岩熔岩是在全新世噴發的

粗面玄武岩（英語：Trachybasalt）是一種介於粗面岩和玄武岩之間的火山岩。 它類似於玄武岩，但含有高含量的鹼金屬氧化物。 粗面玄武岩中的礦物質包括鹼性長石、鈣質斜長石、橄欖石、單斜輝石，可能還有極少量的白榴石或方沸石 。

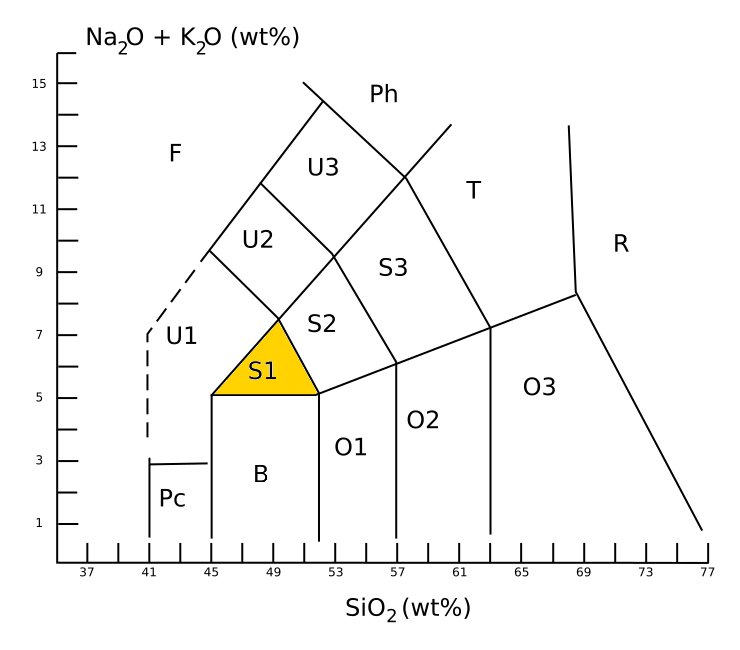
粗面玄武岩在TAS 圖的分佈區（黃色）

### 敘述
當隐晶岩質（細粒）火成岩的二氧化矽含量約為 49% 且總鹼金屬氧化物含量約為 6% 時，它被歸類為粗面玄武岩。 在TAS 圖的 S1 區域。 粗面玄武岩又分為富鈉夏威夷岩和富鉀粗面玄武岩，夏威夷岩的鈉鉀重量比為Na2O>K2O+2  。粗面玄武岩的侵入岩是二長岩 。
QAPF分類圖表上沒有定義粗面玄武岩，這圖表是根據長石和石英的相對含量對結晶火成岩進行分類。 然而，美國地質調查局將粗面玄武岩定義為鎂鐵質火山岩（由超過 35% 的鎂鐵質礦物組成，其岩石中的石英-長石-似長石部分中石英小於 20%和長石小於 10%，斜長石佔長石總含量的 65% 至 90% 。 

### 產処
粗面玄武岩在大陸火山活動中很多，在一些海洋島嶼上也有。在埃特納火山和泰勒山（新墨西哥州）皆盛產。 它也在火星上的蓋爾隕石坑中被發現。

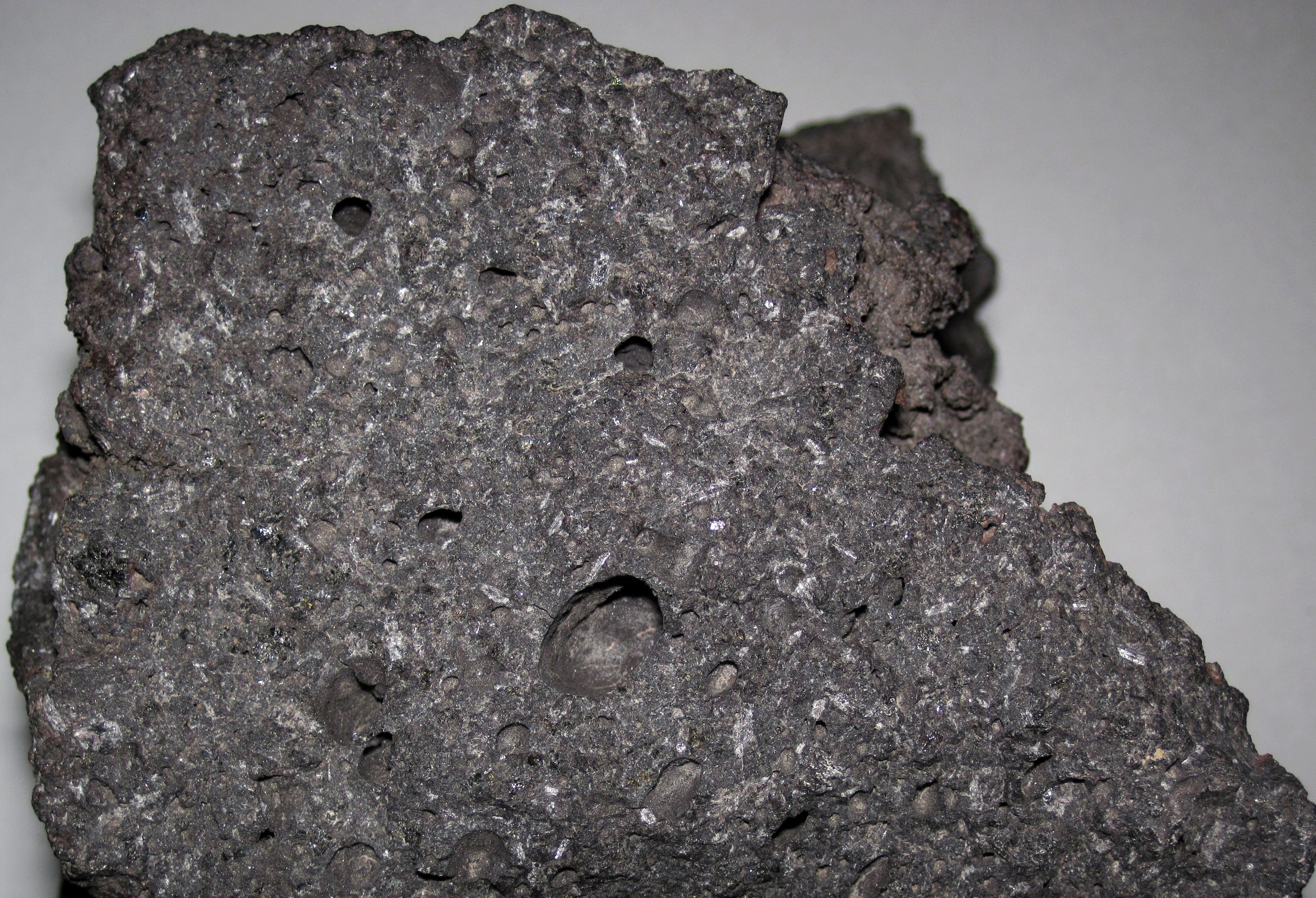
2001 年 7 月至 8 月意大利埃特納火山噴發的含鉀粗面玄武岩